# Freehold Borough (New Jersey)
Freehold Borough település az Amerikai Egyesült Államok New Jersey államában, Monmouth megyében, melynek megyeszékhelye is. Lakosainak száma 12 538 fő (2020. április 1.).

## Népesség
A település népességének változása:

| 2010 | 12 052 |
| 2020 | 12 538 |